# Marco Rubio
Marco Antonio Rubio (Miami, 28 mei 1971) is een Amerikaanse politicus van de Republikeinse Partij. Hij is sinds 2025 minister van Buitenlandse Zaken in het kabinet-Trump II, eerder was hij senator voor Florida van 2011 tot 2025.

## Levensloop
Marco Antonio Rubio werd op 28 mei 1971 geboren in Miami. Zijn Cubaanse ouders emigreerden in 1956 naar Florida. Tussen 1979 en 1982 woonden ze in Las Vegas, waar Rubio naar de Mormoonse kerk ging, ondanks het feit dat zijn familie katholiek is. Zijn vader was daar barman en zijn moeder schoonmaakster. Zijn grootvader voedde hem met verhalen over Fidel Castro waaraan Rubio een diepe afkeer van het communisme en een grote liefde voor Ronald Reagan overhield.
Rubio volgde een opleiding aan de Universiteit van Florida en behaalde in 1993 zijn Master of Arts. Daarna volgde hij een rechtenstudie aan de Universiteit van Miami en studeerde daar cum laude af in 1996. Tijdens zijn rechtenstudie liep hij stage bij Ileana Ros-Lehtinen, afgevaardigde namens het 18e district van Florida. Daar kwam hij voor het eerst in aanraking met de politiek en werd lid van de Republikeinse Partij.

## Politiek
Rubio werkte tot 2000 als advocaat toen hij werd gekozen in het Huis van Afgevaardigden van Florida. In 2007 werd hij voorzitter van het Huis van Afgevaardigden van Florida en bleef dat tot 2009.
In 2010 maakte hij bekend een gooi te doen na de vrijgekomen senaatszetel van Mel Martinez, die ontslag had genomen en tijdelijk werd vervangen door George LeMieux. Voorafgaand aan de aankondiging had Rubio een ontmoeting met fondsenwervers en supporters in het hele land. In het begin had hij een achterstand tegen de zittende gouverneur van zijn eigen partij Charlie Crist. Rubio wist uiteindelijk Crist te verslaan in de Republikeinse voorverkiezing, maar was daarmee nog niet van hem af. In april 2010 kondigde Crist namelijk aan dat hij mee zou doen als een onafhankelijk kandidaat. Op 2 november 2010 won Rubio de algemene verkiezing en versloeg Crist en Democraat Kendrick Meek. Rubio behoort tot de Tea Party-beweging en wordt door sommigen gezien als de "kroonprins" van de beweging.
De senator uit Florida is voor de beschermwaardigheid van het leven vanaf de bevruchting tot aan de natuurlijke dood.  Op het gebied van wapendracht is hij voor het behoud van het tweede amendement van de grondwet van de Verenigde Staten. Hij is ook voor het behoud van de doodstraf. Hij is gekant tegen de Patient Protection and Affordable Care Act, beter bekend als Obamacare. Op economisch vlak is hij een voorstander van belastingverlagingen. Rubio is voorts voor een efficiënte grensbewaking. In 2013 kwam hij in botsing met de Tea Party-achterban omdat hij meewerkte aan een voorstel om illegale immigranten een verblijfsvergunning te geven. Na forse kritiek trok Rubio zijn steun in.

## Presidentsverkiezingen 2016
Op 13 april 2015 maakte Rubio officieel bekend dat hij zich kandidaat stelde voor de presidentsverkiezingen van 2016. Bij de eerste voorverkiezing in de staat Iowa was hij de grote verrassing en eindigde als derde achter senator Ted Cruz en Donald Trump. Daardoor maakte Rubio op dat moment een serieuze kans op de Republikeinse nominatie. Op Super Tuesday stelde hij echter teleur door maar één staat in de wacht te slepen. Op 15 maart maakte hij bekend uit de verkiezing te stappen na een nederlaag in zijn thuisstaat Florida.